# Pierre Charbonnier (Philosoph)
Pierre Charbonnier (* 1983) ist ein französischer Philosoph. Seine Schwerpunkte liegen in der politischen Philosophie und in der Umweltphilosophie.

## Leben und Werk
Charbonnier ist ein ehemaliger Student der École normale supérieure. Er hat in Philosophie promoviert und arbeitet als Philosoph und wissenschaftlicher Mitarbeiter am Centre national de la recherche scientifique (CNRS) in Paris. Er koordiniert ein Seminar über Umwelttheorien an der Université Paris Ouest Nanterre La Defense. Sein Werk beschäftigt sich mit der Entwicklung politischer Ideen und ihrer Abhängigkeit der Verfügbarkeit und Nutzung von Umweltressourcen. Dabei orientiert er sich an Denkern wie Emile Durkheim, Claude Levi-Strauss und Philippe Descola. Insbesondere mit seinem Buch „Abondance et Liberté“ (deutsch: „Überfluss und Freiheit. Eine ökologische Geschichte der politischen Ideen“) hat er weltweit Aufsehen erregt, es wurde in zahlreiche Sprachen, u. a. Deutsch, Englisch und Spanisch, übersetzt.

## Publikationen
- mit Philippe Descola, La Fin d'un grand partage (CNRS, 2015).
- La Composition des mondes (Flammarion, 2014).
- Abondance et liberté (La Découverte, 2019); auf Deutsch: Überfluss und Freiheit (Frankfurt am Main : FISCHER E-Books, 2022, 1. Auflage); auf Englisch: Affluence and Freedom (Polity Press, 2021); .

| Personendaten    | Personendaten           |
| ---------------- | ----------------------- |
| NAME             | Charbonnier, Pierre     |
| KURZBESCHREIBUNG | französischer Philosoph |
| GEBURTSDATUM     | 1983                    |